# Список дипломатических миссий Колумбии
Список дипломатических миссий Колумбии — дипломатические представительства Колумбии сосредоточены преимущественно в странах Америки и Европы.

## Европа
- Австрия, Вена (посольство)
- Бельгия, Брюссель (посольство)
- Франция, Париж (посольство)
- Германия, Берлин (посольство)
  - Франкфурт-на-Майне (генеральное консульство)
- Ватикан (посольство)
- Италия, Рим (посольство)
  - Милан (генеральное консульство)
- Нидерланды, Гаага (посольство)
  - Амстердам (генеральное консульство)
- Норвегия, Осло (посольство)
- Польша, Варшава (посольство)
- Португалия, Лиссабон (посольство)
- Россия, Москва (посольство)
- Испания, Мадрид (посольство)
  - Барселона (генеральное консульство)
  - Бильбао (консульство)
  - Лас-Пальмас (консульство)
  - Пальма-де-Мальорка (консульство)
  - Валенсия (консульство)
- Швеция, Стокгольм (посольство)
- Швейцария, Женева (представительство)
- Великобритания, Лондон (посольство)

## Северная Америка
- Канада, Оттава (посольство)
  - Монреаль (генеральное консульство)
  - Торонто (генеральное консульство)
- Коста-Рика, Сан-Хосе (посольство)
- Куба, Гавана (посольство)
- Доминиканская Республика, Санто-Доминго (посольство)
- Сальвадор, Сан-Сальвадор (посольство)
- Гватемала, Гватемала (посольство)
- Гондурас, Тегусигальпа (посольство)
- Ямайка, Кингстон (посольство)
- Мексика, Мехико (посольство)
- Аруба, Ораньестад (консульство)
  - Нидерландские Антилы, Виллемстад (консульство)
- Никарагуа, Манагуа (посольство)
- Панама, Панама (посольство)
  - Колон (консульство)
- США, Вашингтон (посольство)
  - Лос-Анджелес (генеральное консульство)
  - Майями (генеральное консульство)
  - Нью-Йорк (генеральное консульство)
  - Атланта (генеральное консульство)
  - Бостон (генеральное консульство)
  - Чикаго (генеральное консульство)
  - Хьюстон (генеральное консульство)
  - Сан-Франциско (генеральное консульство)
  -  Пуэрто-Рико, Сан-Хуан (генеральное консульство)

## Южная Америка
- Аргентина, Буэнос-Айрес (посольство)
- Боливия, Ла-Пас (посольство)
- Бразилия, Бразилиа (посольство)
  - Рио-де-Жанейро (генеральное консульство)
  - Сан-Паулу (генеральное консульство)
  - Манаус (генеральное консульство)
  - Табатинга (консульство)
- Чили, Сантьяго (генеральное консульство)
- Эквадор, Кито (посольство)
  - Гуаякиль (консульство)
  - Тулькан (консульство)
- Парагвай, Асунсьон (посольство)
- Перу, Лима (посольство)
- Уругвай, Монтевидео (посольство)
- Венесуэла, Каракас (посольство)
  - Маракайбо (генеральное консульство)
  - Пуэрто-Аякучо (генеральное консульство)
  - Сан-Кристобаль (генеральное консульство)
  - Эль-Ампаро (консульство)
  - Мерида (консульство)
  - Сан-Антонио-дель-Тачира (консульство)
  - Валенсия (консульство)

## Африка
- Египет, Каир (посольство)
- Кения, Найроби (посольство)
- ЮАР, Претория (посольство

## Азия
- Китай, Пекин (посольство)
  - Гонконг (генеральное консульство)
- Индия, Нью-Дели (посольство)
- Индонезия, Джакарта (посольство)
- Израиль, Тель-Авив (посольство)
- Япония, Токио (посольство)
- Ливан, Бейрут (посольство)
- Малайзия, Куала-Лумпур (посольство)
- Турция, Анкара (посольство)

## Океания
- Австралия, Канберра (посольство)
  - Сидней (генеральное консульство)

## Международные организации
- Брюссель (представительство при ЕС)
- Женева (постоянная миссия при учреждениях ООН)
- Монтевидео (постоянная миссия при ALADI и MERCOSUR)
- Нью-Йорк (постоянная миссия при ООН)
- Вашингтон (постоянная миссия при учреждениях ОАГ)
- Рим (постоянная миссия при FAO)
- Париж (постоянная миссия при UNESCO)
- Найроби (постоянная миссия при учреждениях ООН).